# Aurangabad Sayyid
Aurangabad Sayyid és una ciutat i un nagar panchayat al districte de Bulandshahr, a Uttar Pradesh. Està situada al nord-oest de l'estat.
Segons el cens del 2001 la població era de 20.072 habitants (5.210 habitants el 1881 i 5.916 el 1901, repartits entre hindús i musulmans amb lleugera majoria hindú).
Fou fundada el 1704 per Sayyid Abdul Aziz, amb permís de l'emperador Aurangzeb per servir de base per lluitar contra els turbulents Jaroliya de la zona. Els seus descendents van dominar la ciutat i 15 altres pobles fins a la independència de l'Índia. Fou administrada sota els britànics d'acord amb l'acta XX de 1856 coneguda com a Chaukidad Act. Portava el nom afegit de Sayyid per diferenciar-la d'altres ciutats amb el mateix nom, però actualment no hi figura. La tomba de Sayyid Abdul és lloc de peregrinació.